# In nomine
Pour les articles homonymes, voir In Nomine (homonymie).
In nomine est un roman policier d'Éric Giacometti et Jacques Ravenne, publié en 2010. C'est le premier tome de la série des enquêtes du commissaire Antoine Marcas. Il est paru plusieurs années après Le Rituel de l'ombre, premier tome dans l'ordre de parution. In Nomine est donc une préquelle de la série.

## Résumé
La première aventure d'Antoine Marcas : son initiation
XIIIe siècle, Comté de Toulouse. Raoul de Presle conduit à la mort plusieurs centaines d'hérétiques. Hommes, femmes, enfants, tous s'élancent dans le bûcher sans la moindre peur...
XXe siècle, Paris. L'inspecteur Marcas enquête sur son premier meurtre. Du milieu des collectionneurs de manuscrits ésotériques aux coulisses occultes de la franc-maçonnerie, tous veulent retrouver un secret perdu depuis le massacre des hérétiques.
Une quête de sang qui va mener Marcas aux portes du Temple…

## Galerie
Quelques-uns des lieux cités dans ce roman :
- Minerve, comté de Toulouse, France
- Hotel Drouot, Paris, France
- Rue Turgot, Paris, France
- Imperial Hall, Londres, Angleterre
- Winterthur, Suisse
- Rue Rodier, Paris, France
- Aéroport international de Zurich, Suisse
- Hôtel de Beauvau, Place Beauvau, Paris, France
- Rue de l'Ancienne-Comédie, Paris, France
- Siège du Droit Humain, Paris, France
- Rue Monsieur-le-Prince, Paris, France
- Avenue du Maine, Paris, France
- Grand Orient de France, Paris, France

## Éditions
- Pocket Thriller no 14350, avril 2010  (ISBN 978-2266198301)